# Dóris Monteiro
Pour les articles homonymes, voir Monteiro (homonymie).
Adelina Dóris Monteiro, née à Rio de Janeiro le 23 octobre 1934 et morte le 24 juillet 2023 dans la même ville, est une chanteuse de samba puis de bossa nova et une actrice de cinéma brésilienne présente à l'écran de 1953 à 1963. Elle joue le rôle de Maria dans le film Copacabana Palace.

## Biographie

### Enfance et débuts à la radio
Doris Monteiro est née et a grandi à Copacabana. Élevée d'abord par sa mère célibataire, elle est ensuite confiée à un couple : lui est portier dans un immeuble et elle propriétaire de la maison. Pendant son enfance, l'accent est mis sur l'éducation. Elle apprend également à parler français avec sa mère, qui vit à Lyon depuis neuf ans,.
Cette connaissance du français s’avèrera décisive lorsque, sur les conseils d'un voisin qui avait remarqué son talent d'interprète, la jeune fille de 15 ans se produit dans l'émission Papel Carbono sur la Radio nationale de Rio de Janeiro (pt). Le défi lancé aux étudiants de première année est d'imiter d'autres chanteurs, et Doris choisit de chanter Boléro, interprété par la française Lucienne Delyle. Elle prend la première place du concours de chant et, à partir de ce moment, commence à recevoir des invitations à participer à plusieurs programmes.

### Radio Tupi et premier album
Au début des années 1950, Dóris Monteiro est invitée par le chanteur Orlando Correia (pt) à faire un stage d'un mois à Rádio Guanabara, où elle est crooner pour l'Orquestra Napoleão Tavares e Seus Soldados Musicales. Doris, cependant, veut rejoindre Rádio Tupi, dont l'audience est beaucoup plus importante. Pour ce faire, elle insiste lourdement auprès d'un de ses voisins, Alcides Gerardi, un chanteur qui se produisait alors sur Radio Tupi et qui connaissait un grand succès. Lors d'interviews, elle raconte qu'elle « a rendu la vie du voisin tellement infernale qu'elle a obtenu un essai avec le chanteur, auteur-compositeur Almirante ». Elle a 16 ans lors de son embauche et passera huit ans dans cette radio,,.
À ses débuts, elle travaille également au Copacabana Palace, l'une des scènes les plus luxueuses de l'époque, chantant en anglais et en français. L'expérience n'a duré que six mois car, une fois embauchée par Tupi, elle ne pouvait pas poursuivre à l'hôtel, car les concerts étaient diffusés par une radio concurrente (Rádio Nacional).
Le passage par Copacabana a cependant été mémorable, car le public était curieux de voir une jeune fille de 16 ans, avec des tresses, et sa mère, toujours à ses côtés, en possession d'un permis pour que sa fille puisse chanter, car cette dernière n'avait pas l'âge légal minimal pour se produire en public. Dans le livre MPBBambas - Histoires et mémoires de la chanson brésilienne Volume 1, la chanteuse raconte que son histoire a été publiée "dans tous les magazines de l'époque" et c'était comme si elle était devenue une des attractions touristiques de sa ville natale,.
De plus en plus connue comme chanteuse de Radio Tupi, Doris Monteiro suscite l'intérêt de la maison de disques Todamérica, qui l'engage pour produire son premier album en 1951. En face A :  Se Você Se Importasse de Peterpan ; en face B, Fecho Meus Olhos, Vejo Você, de José Maria de Abreu,.

### Au sommet des hit-parades et sur les écrans de cinéma
Les années 1950 marquent la consécration de l'artiste dans tout le Brésil. Son enregistrement de Se Você se Importasse a passé cinq mois au sommet des hit-parade, propulsant Dóris Monteiro vers la célébrité. C'est une décennie au cours de laquelle elle produit plusieurs disques 78 tours avec des chansons de compositeurs tels que Wilson Batista et Jorge de Castro ; Tom Jobim et Dolorès Duran ; et Antônio Maria et Vinicius de Moraes.
En 1953, le cinéma entre dans sa vie : le cinéaste Alex Viany, l'a invitée à participer au film Agulha no Palheiro, avec lequel elle a remporte un prix. En tout, elle a réalisé une dizaine de films dans les années 1950- 1960, en travaillant avec des artistes tels que Mazzaroppi, José Lewgoy, Glauce Rocha (pt) et Tônia Carrero. La musique reste cependant sa priorité et elle finit par abandonner le cinéma.
Du fait de sa popularité dans les hit-parade, à la radio et au cinéma, cette artiste devient également l'une des vedettes de TV Tupi au milieu des années 1950, présentant l'émission hebdomadaire Encontro com Doris Monteiro, diffusée sur la chaîne locale à Rio de Janeiro. À cette époque, son répertoire prend de nouvelles tonalités. Sous l'influence du compositeur Billy Blanco (pt), elle ne se limite plus à la samba-canção et au boléro et ajoute à son répertoire des chansons de style Sambalanço. Ainsi, elle enregistre une des chansons les plus célèbres de sa carrière, Mocinho Bonito, une composition de Billy Blanco, en 1957,.
Cette chanson "swingante" correspondait exactement à ce que Doris, encore une petite fille, aimait le plus écouter. Elle était notamment fan de Lúcio Alves et Dick Farney - "J'ai beaucoup chanté sur Dick et Lúcio, qui pour moi ont toujours été les meilleurs chanteurs" -, et appréciait Os Cariocas, Nat King Cole et Sarah Vaughan.
En 1956, elle est élue reine de la radio, lors d'un concours organisé par l'Associação Brasileira do Rádio dans lequel les candidats récoltent des fonds pour la construction d'un hôpital.

### De la samba-canção à la bossa nova
En 1961, avec Philips, Dóris Monteiro sort l'album éponyme Doris Monteiro, avec lequel elle enregistre deux autres grands succès : Palhaçada et Fiz o Bobão, tous deux de Luís Reis et Haroldo Barbosa . Le directeur artistique de l'époque, Armando Pittigliani, demande à la chanteuse d'enregistrer des chansons de bossa nova et sur l'album de 1962, Gostoso é Sambar, les compositeurs Roberto Menescal et Ronaldo Bôscoli, avec Nós e o Mar, produisent leurs premières chansons et Carlos Lyra et Vinicius de Moraes, signent Você e Eu,.
Par la suite, elle enregistre l'album considéré comme "le plus bossa nova" de toute sa carrière. Sur ce disque éponyme de 1964, avec des arrangements de Lindolfo Gaya (pt) et accompagnée par Walter Wanderley à l'orgue Hammond, la chanteuse enregistre Samba de Verão, Deus Brasileiro, E Vem o Sol et Razão de Amor, composés par les frères Marcos Valle et Paulo Sérgio Valle . Elle chante également trois chansons de Durval Ferreira avec différents partenaires (Dois Peixinhos, Vivendo de Idições et Falaram Tanto de Você), Eumir Deodato (Baiãozinho), João Mello (Vou de Samba com Você) et le titre Sambou, Sambou, de Joao Donato et Joao Mello. C'est aussi sur cet album que Doris chante Diz que Fui Por Aí, de Zé Keti et Hortêncio Rocha,.
À partir de 1966, la chanteuse enregistre pour le label Odeon. Son premier album chez Odeon s'intitule Simplesmente et privilégie également la bossa nova. Son album suivant, paru en 1969, est baptisé Mudando de Conversa, titre d'une des chansons incluses dans l'album. Cette chanson devient un classique du répertoire de la chanteuse.

### Une chanteuse à toute épreuve
Dans les années 1970, Doris Monteiro devient plus polyvalente, avec un plus grand contrôle sur sa propre carrière. Sur son premier album de la décennie, également éponyme, elle interprète les textes de Sílvio César et João Roberto Kelly à Jorge Ben Jor et Carlos Imperial, en plus de Roberto Carlos et Erasmo Carlos, auteurs de l'une des chansons les plus jouées sur l'album, Coqueiro Verde.
Au cours de la décennie, elle enregistre cinq autres albums solo dans lesquels elle élargit encore l'éventail des compositeurs et diversifie son répertoire.
En 1977, Doris Monteiro est invitée à participer au Projeto Pixinguinha, en partenariat avec son idole d'enfance, Lúcio Alves. De ce travail est né l'album Doris e Lúcio, sorti l'année suivante, reprenant des grands succès de la musique brésilienne.

### Concerts, Japon et rééditions
Entre 1981 et 2020, Dóris Monteiro n'a produit aucun album en solo.
L'artiste continue toutefois à se produire en concert et, en 1990, à l'invitation de la chanteuse nippo-brésilienne Lisa Ono, elle part en tournée au Japon avec Johnny Alf, se produisant dans les théâtres d'Osaka, Nagoya et Tokyo.
En 2004, pour fêter ses 70 ans, Universal et EMI lui offrent une réédition CD de douze de ses meilleurs albums. À cette occasion, elle a organisé deux shows de lancement au Bar do Tom, à Ipanema. Une autre performance remarquée a été l'ouverture, en 2008, de la saison de concerts du projet Adoniran - Oito e Meia, au Mémorial da América Latina, à São Paulo. Accompagnée du claviériste Ricardo Júnior, son mari, elle a interprété des chansons de l'âge d'or de la radio brésilienne, dont Mocinho Bonito et Conversa de Botequim, avec lesquelles elle avait obtenu un grand succès.

### CD hommages et Sambalanço
En 2010, Dóris Monteiro a été honorée sur le Walk of Fame à Ipanema, avec le saxophoniste Aurino Ferreira (pt), devant un public de près d'un millier de personnes. " La musique de Doris, Aurino et de leurs pairs est un héritage de la culture brésilienne et en tant que telle doit être étudiée ", écrit Ruy Castro à l'occasion de l'hommage.
En 2019, Dóris Monteiro et la chanteuse Leny Andrade, décédée le même jour qu'elle, ont reçu le Trophée du Salon du vinyle de Rio de Janeiro, à l'Instituto De Arquitetos dos Brasil. Cette même année, avec les chanteuses Claudette Soares et Eliana Pittman, elle se produit dans le spectacle As Divas do Sambalanço, dont l'une des représentations est enregistrée pour le pressage d'un CD sorti en 2020.
Ses spectacles sont désormais limités à un ou deux par mois, car la bossa-nova a un peu passé de mode.

## Discographie
| Année | Titre                                                       | Label       | Format           |
| ----- | ----------------------------------------------------------- | ----------- | ---------------- |
| 1951  | Se você se importasse / Fecho meus Olhos, Vejo Você         | Todamérica  | 78 tours         |
| 1952  | Sou tão feliz / Nunca te direi                              | Todamérica  | 78 tours         |
| 1952  | Marcha do apartamento / Sacrifício não se mede              | Todamérica  | 78 tours         |
| 1952  | Agulha no palheiro / Perdão                                 | Todamérica  | 78 tours         |
| 1952  | Quantas vezes? / Batte um sino além                         | Todamérica  | 78 tours         |
| 1953  | Em Mangueira / Lili                                         | Todamérica  | 78 tours         |
| 1953  | Aconteceu de repente / É sempre amor                        | Todamérica  | 78 tours         |
| 1953  | Cedo para amar / Linguagem dos olhos                        | Todamérica  | 78 tours         |
| 1953  | Você não sabe / Ruínas                                      | Todamérica  | 78 tours         |
| 1954  | Minhas músicas com Doris Monteiro                           | Todamérica  | 33/10 tours      |
| 1954  | Basta dizer adeus / Desejo                                  | Todamérica  | 78 tours         |
| 1955  | Céu sem luar / Eu e o meu coração                           | Continental | 78 tours         |
| 1955  | Se é por falta de adeus / Dó-ré-mi                          | Continental | 78 tours         |
| 1955  | Por que razão / Quando tu passas por mim                    | Continental | 78 tours         |
| 1956  | Gosto da vida / Quando as folhas caírem                     | Continental | 78 tours         |
| 1956  | Confidências de Doris Monteiro com música de Fernando César | Continental | LP               |
| 1956  | Vento soprando / Engano                                     | Continental | 78 tours         |
| 1957  | Minha obsessão / Marcada                                    | Columbia    | 78 tours         |
| 1957  | Doris Monteiro                                              | Columbia    | 33/10 tours      |
| 1957  | Meu tema / Mocinho bonito                                   | Columbia    | 78 tours         |
| 1957  | Graças a Deus / Melancolia                                  | Continental | 78 tours         |
| 1958  | Tim-tim por tim-tim / Eu não existo sem você                | Columbia    | 78 tours         |
| 1958  | Real conclusão / Faça de conta                              | Columbia    | 78 tours         |
| 1959  | Doris                                                       | Columbia    | LP               |
| 1959  | Argumentação / Uma só vez                                   | Columbia    | 78 tours         |
| 1960  | Vento soprando                                              | Continental | LP               |
| 1961  | Doris Monteiro                                              | Philips     | LP               |
| 1961  | Fiz o bobão / Coração só faz bater                          | Philips     | 78 tours         |
| 1961  | Palhaçada / Sei lá                                          | Philips     | 78 tours         |
| 1962  | ... Gostoso é sambar !                                      | Philips     | LP               |
| 1962  | Doris                                                       | Columbia    | LP               |
| 1963  | Doris Monteiro                                              | Philips     | Compacto simples |
| 1963  | Doris Monteiro                                              | Philips     | LP               |
| 1964  | Doris Monteiro                                              | Philips     | LP               |
| 1966  | Simplesmente                                                | Odeon       | LP               |
| 1968  | Doris Monteiro                                              | Odeon       | Compacto simples |
| 1969  | Mudando de Conversa                                         | Odeon       | LP               |
| 1970  | Doris, Miltinho e charme                                    | Odeon       | LP               |
| 1970  | Doris Monteiro                                              | Odeon       | LP               |
| 1971  | Doris, Miltinho e charme vol. 2                             | Odeon       | LP               |
| 1971  | Doris                                                       | Odeon       | LP               |
| 1972  | Doris, Miltinho e charme vol. 3                             | Odeon       | LP               |
| 1972  | Doris                                                       | Odeon       | LP               |
| 1973  | Doris                                                       | Odeon       | LP               |
| 1973  | Doris, Miltinho e charme - Vol. 4                           | Odeon       | LP               |
| 1974  | Doris Monteiro                                              | Odeon       | LP               |
| 1975  | Doris                                                       | EMI - Odeon | LP               |
| 1976  | Doris Monteiro Agora                                        | EMI - Odeon | LP               |
| 1978  | Doris Monteiro e Lúcio Alves - No Projeto Pixinguinha       | EMI - Odeon | LP               |
| 1981  | Doris Monteiro                                              | Continental | LP               |
| 1986  | Essas mulheres                                              | Continental | LP               |
| 1989  | Noel Rosa com vários intérpretes                            | PolyGram    | LP               |
| 1989  | Grandes intérpretes do Projeto Brahma                       | —           | LP               |
| 1992  | Samba canção                                                | Sony Music  | CD               |
| 1994  | Doris Monteiro                                              | Continental | CD               |
| 1996  | Doris Monteiro & Tito Madi: Brasil samba-canção             | Sony        | CD               |
| 2020  | As Divas do Sambalanço                                      | Discobertas | CD               |

## Films
| An   | Titre                   | Rôle      | Notes                                                  | Réf    |
| ---- | ----------------------- | --------- | ------------------------------------------------------ | ------ |
| 1953 | Agulha no Palheiro      | Élisa     | Prix de la meilleure actrice au 1er DF Film Festival   | [ 18 ] |
| 1954 | Carnaval em Caxias      | Serveuse  | avec José Lewgoy                                       | [ 19 ] |
| 1954 | Rua sem Sol             | Marie     | avec Glauce Rocha                                      | [ 20 ] |
| 1955 | A Carrocinha            | Ermelinda | avec Amácio Mazzaropi, scénario de Jacques Deheinzelin | [ 21 ] |
| 1957 | Tudo é Música           |           | Comédie musicale réalisée par Luiz de Barros           | [ 22 ] |
| 1957 | De Vento em Popa        | Lucy      | Comédie musicale réalisée par Carlos Manga             | [ 23 ] |
| 1958 | E o Espetáculo Continua | Lilia     | avec Eliana Macedo                                     | [ 24 ] |
| 1962 | Copacabana Palace       | Marie     | avec Sylva Koscina et Mylène Demongeot                 | [ 25 ] |
| 1963 | Sol sobre a Lama        |           | avec Glauce Rocha, Ernesto Alvest et Tereza Raquel     | [ 26 ] |
| 1974 | Assim Era a Atlântida   | Ela Mesma | Documentaire, réalisateur Carlos Manga                 | [ 27 ] |